# Teorema di Hopf-Rinow
In geometria differenziale, il teorema di Hopf-Rinow è un teorema relativo all’equivalenza fra alcune condizioni di completezza in una varietà riemanniana. Il nome si riferisce al matematico Heinz Hopf ed al suo studente Willi Rinow.

## Il teorema
L'enunciato del teorema di Hopf-Rinow è il seguente.
Sia {\displaystyle M} una varietà riemanniana connessa per archi. Le seguenti affermazioni sono equivalenti:
1. {\displaystyle M} è uno spazio metrico completo.
2. I sottoinsiemi chiusi e limitati in {\displaystyle M} sono compatti.
3. Ogni geodetica in {\displaystyle M} può essere prolungata indefinitamente. In altre parole, per ogni punto {\displaystyle p} di {\displaystyle M} la relativa mappa esponenziale è definita sull'intero spazio tangente {\displaystyle T_{p}(M)} in {\displaystyle p}.

## Esempi

### Spazio euclideo
Lo spazio euclideo {\displaystyle \mathbb {R} ^{n}} con l'usuale metrica euclidea è completo. Questo perché la retta reale è uno spazio completo e il prodotto di spazi completi è completo.

### Varietà compatte
Una varietà riemanniana compatta è sempre completa. Non è vero il viceversa: ad esempio lo spazio euclideo non è compatto.

### Rimozione di un punto
Rimuovendo un punto {\displaystyle p} da una varietà riemanniana {\displaystyle M} qualsiasi si ottiene una varietà riemanniana {\displaystyle N} non completa. Nessuna delle tre ipotesi elencate è infatti verificata: 
- Una successione di punti in {\displaystyle N} convergente a {\displaystyle p} è di Cauchy in {\displaystyle N} ma non converge.
- Sia {\displaystyle D} una palla chiusa di raggio {\displaystyle r} centrata in {\displaystyle p}. L'insieme {\displaystyle D\setminus \{p\}} è chiuso e limitato in {\displaystyle N}, ma non compatto.
- Se {\displaystyle g} è una geodetica in {\displaystyle M} attraversante {\displaystyle p}, viene tagliata in due geodetiche in {\displaystyle N}, ciascuna delle quali non può essere estesa indefinitivamente nella direzione di {\displaystyle p}.

## Dipendenza dalla metrica
La completezza di una varietà riemanniana dipende fortemente dalla metrica presente, e cioè dal suo tensore metrico. La stessa varietà differenziale può infatti essere completa o non completa, a seconda della metrica di cui è dotata. 
Ad esempio, la palla unitaria
{\displaystyle B=\{x\in \mathbb {R} ^{n}\ |\ |x|<1\}}
non è completa se dotata dell'usuale metrica, indotta da quella di {\displaystyle \mathbb {R} ^{n}}, ma risulta completa se dotata della metrica di Poincaré.